# Liomer
Liomer là một xã ở tỉnh Somme, vùng Hauts-de-France, Pháp.

## Địa lý
Thị trấn này tọa lạc 15 dặm Anh về phía nam của Abbeville, trên đường D211.

## Địa điểm nổi bật

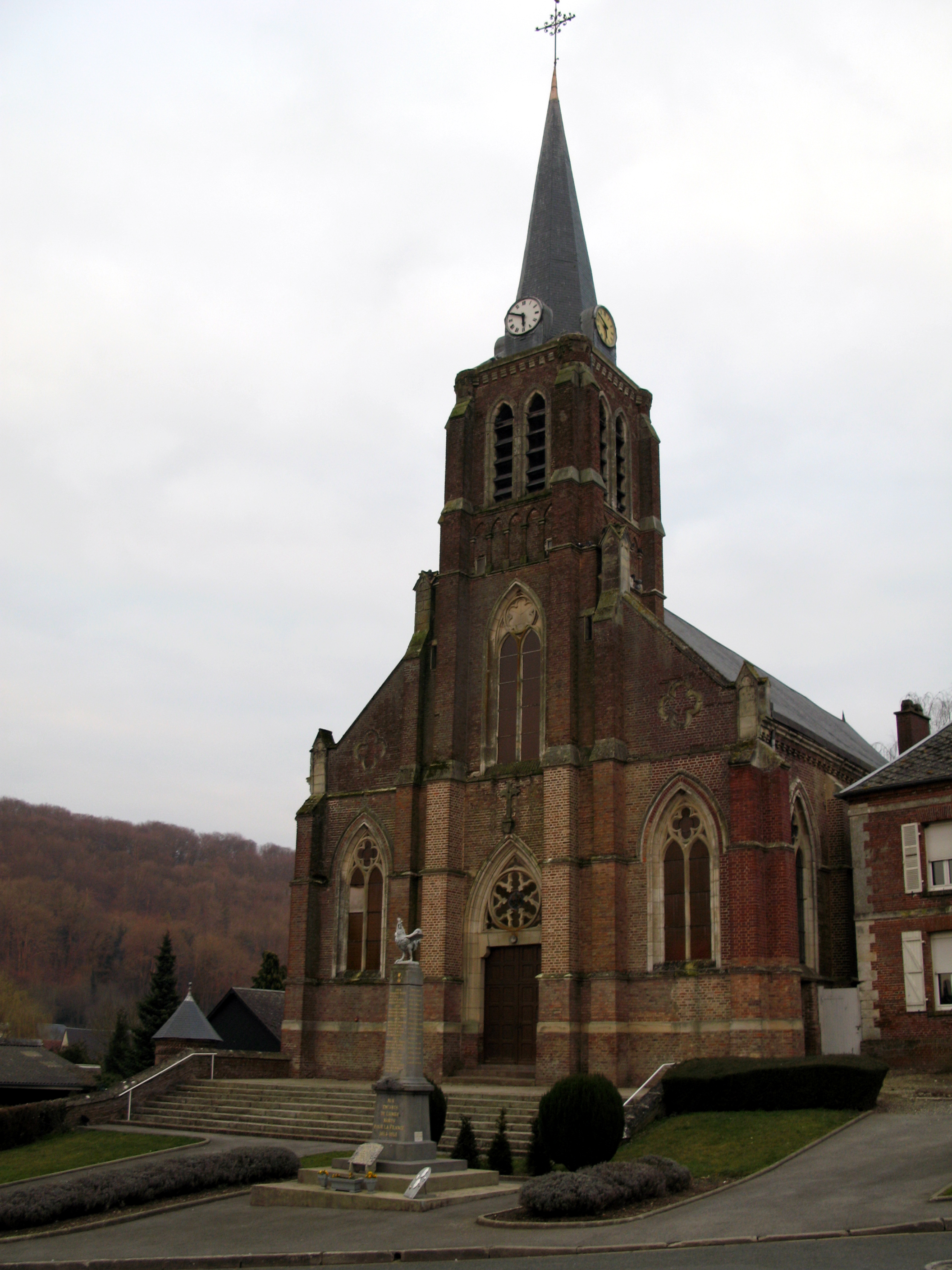
Giáo đường Liomer

## Dân số
| 1936                                                         | 1946 | 1954 | 1962 | 1968 | 1975 | 1982 | 1990 | 1999 | 2004 |
| ------------------------------------------------------------ | ---- | ---- | ---- | ---- | ---- | ---- | ---- | ---- | ---- |
| 300                                                          | 326  | 358  | 336  | 372  | 525  | 490  | 360  | 369  | 356  |
| Số liệu điều tra dân số từ năm 1962, dân số không tính trùng |      |      |      |      |      |      |      |      |      |